# Frances Hardinge
Frances Melanie Hardinge (Brighton, 1973) es una escritora británica de literatura infantil. Su primera novela, Fly By Night, ganó el Premio Branford Boase 2006 y fue incluida en la lista de los mejores libros del School Library Journal. También ha sido finalista y ha recibido otros premios por sus novelas y algunos de sus cuentos. En 2017 fue una de las mujeres incluidas en la lista 100 Women de la BBC.

## Trayectoria
Hardinge nació en 1973 en Brighton, Inglaterra, y soñaba con escribir desde los cuatro años. Estudió inglés en el Somerville College de la Universidad de Oxford y fue fundadora de un taller de escritores de esa universidad.
A menudo se ve a Hardinge con un sombrero negro y le gusta vestirse con ropa pasada de moda.
Su carrera como escritora comenzó tras ganar un concurso de una revista de relatos cortos. Poco después de ganar escribió su primera novela, Fly By Night, en su tiempo libre y se la mostró a la editorial Macmillan. Se publicó en 2005, y fue incluida en la lista de los mejores libros del School Library Journal y ganó el premio Branford Boase. Su novela de 2015 El árbol de las mentiras ganó el Costa Book Award 2015, siendo el primer libro infantil en conseguirlo desde El catalejo de ámbar de Philip Pullman en 2001.

## Reconocimientos
- 2006: Premio Branford Boase, ganadora, Fly By Night  (Vuela de noche).[10]
- 2011: Premio Guardian, preseleccionada, Robo en Crepúsculo
- 2012: Kitschies, preseleccionada, Una cara como el cristal
- 2015: Medalla Carnegie, preseleccionada, Canción del cuco
- 2015: Costa Book Awards, ganadora, infantil, The Lie Tree.[11][12]
- 2015: Costa Book Awards, ganadora, Libro del año, The Lie Tree [13]
- 2015: Premio Robert Holdstock, ganadora, mejor novela fantástica, Cuckoo Song [14]
- 2016: Medalla Carnegie, preseleccionada, The Lie Tree
- 2016: premio Boston Globe-Horn Book, ganadora, The Lie Tree [15]
- 2021: Misterio Honkaku mejor traducido de la década (2010-2019), preseleccionada, The Lie Tree.

## Obra

### Novelas
- Fly By Night (2005)
- Verdigris Deep (2007); título estadounidense, Well Witched
- Gullstruck Island (2009); título estadounidense, The Lost Conspiracy
- Twilight Robbery (2011); título estadounidense, Fly Trap – sequel to Fly by Night
- A Face Like Glass (2012)
- La canción del cuco (Editorial Bambú, 2018). [Cuckoo Song, Macmillan Children’s Books, 2014]. Premio British Fantasy 2015 a Mejor Novela.[16]
- El árbol de las mentiras (Editorial Bambú, 2018). [The Lie Tree, Macmillan Children’s Books, 2015].Premios Costa Book 2015 y Kelvin 505 2018 a Mejor Novela Juvenil traducida al castellano.[16]
- A Skinful of Shadows (Macmillan Children’s Books, 2017) La luz de las profundidades (Editorial Bambú, 2020). [Deeplight, Macmillan Children’s Books, 2019].[16]
- Deeplight (October 2019)
- Unraveller (September 2022)
- Island of Whispers (2023)

### Relatos cortos
Hardinge ha escrito varios cuentos publicados en revistas y antologías.
- "Shining Man", The Dream Zone 8 (Jan 2001)
- "Communion", Wordplay 1 (Spring 2002)
- "Captive Audience", Piffle 7 (Oct 2002)
- "Bengal Rose", Scribble 20 (Spring 2003)
- "Black Grass", All Hallows 43 (Summer 2007)
- "Halfway House", Alchemy 3 (Jan 2006)
- "Behind The Mirror", serialised in First News (2007)
- "Payment Due", in Under My Hat: Tales from the Cauldron, ed. Jonathan Strahan (Random House, 2012)
- "Flawless", in Twisted Winter, ed. Catherine Butler (Black, 2013)
- "Hayfever", Subterranean, Winter 2014 (Dec 2013)
- "Blind Eye", The Outcast Hours, ed. Mahvesh Murad and Jared Shurin (Solaris, 2019)
- "God's Eye", in Mystery & Mayhem, (Egmont Publishing, 2016)